# QV10
QV 10 est un des tombeaux situé dans la vallée des Reines, dans la nécropole thébaine, sur la rive ouest du Nil face à Louxor en Égypte.

## Description
QV 10 est une tombe anonyme datant de la XVIIIe dynastie, constituée d'un puit en marne qui relie la surface à une chambre creusée en partie en schiste argileux.
Une équipe du CNRS y a mis au jour neuf crânes humains et des os d'au moins douze adultes et neuf enfants. En octobre 2008, une équipe conjointe du CNRS et du CSA y a découvert des bocaux, ainsi que des sac contenant des fragments de poterie, de bois et d'os d'oiseaux.

## Histoire
Elle a été réutilisée durant la Troisième Période intermédiaire. Plus récemment, elle a été déblayée en 1985 par une équipe franco-égyptienne.